# Lijst van voetbalinterlands Burundi - Gambia
Deze lijst van voetbalinterlands is een overzicht van alle officiële voetbalwedstrijden tussen de nationale teams van Burundi en Gambia. De landen hebben tot op heden een keer tegen elkaar gespeeld. De eerste ontmoeting, een kwalificatiewedstrijd voor het Wereldkampioenschap voetbal 2026, werd gespeeld in Dar es Salaam (Tanzania) op 16 november 2023.

## Wedstrijden
| № | Plaats        | Datum            | Competitie           | Wedstrijd        | Uitslag |
| - | ------------- | ---------------- | -------------------- | ---------------- | ------- |
| 1 | Dar es Salaam | 16 november 2023 | WK 2026 kwalificatie | Burundi − Gambia | 3 − 2   |
| 2 | n.n.b.        | september 2025   | WK 2026 kwalificatie | Gambia − Burundi | −       |

## Samenvatting
| Competitie      | Totaal gespeeld | Winst Burundi | Gelijk | Winst Gambia | Doelsaldo Burundi – Gambia |
| --------------- | --------------- | ------------- | ------ | ------------ | -------------------------- |
| WK-kwalificatie | 1               | 1             | 0      | 0            | 3 − 2                      |
| Totaal          | 1               | 1             | 0      | 0            | 3 − 2                      |

FFB · Burundees vrouwenelftal · Olympisch elftal
Interlands
Tegenstander:
Algerije ·
Angola ·
Bahrein ·
Bangladesh ·
Benin ·
Botswana ·
Burkina Faso ·
Centraal-Afrikaanse Republiek ·
Comoren ·
Congo-Brazzaville ·
Congo-Kinshasa ·
Djibouti ·
Egypte ·
Eritrea ·
Ethiopië ·
Gabon ·
Gambia ·
Ghana ·
Guinee ·
Indonesië ·
Ivoorkust ·
Kameroen ·
Kenia ·
Lesotho ·
Liberia ·
Madagaskar ·
Malawi ·
Mali ·
Marokko ·
Mauritanië ·
Mauritius ·
Myanmar ·
Namibië ·
Niger ·
Nigeria ·
Oeganda ·
Palestina ·
Rwanda ·
Senegal ·
Seychellen ·
Sierra Leone ·
Soedan ·
Somalië ·
Tanzania ·
Tunesië ·
Zambia ·
Zimbabwe ·
Zuid-Afrika ·
Zuid-Soedan
GFA · A-internationals · Olympische elftal · Gambiaans vrouwenelftal
Algerije ·
Angola ·
Benin ·
Burkina Faso ·
Burundi ·
Centraal-Afrikaanse Republiek ·
China ·
Comoren ·
Congo-Brazzaville ·
Congo-Kinshasa ·
Denemarken ·
Djibouti ·
Equatoriaal-Guinea ·
Gabon ·
Ghana ·
Guinee ·
Guinee-Bissau ·
Ivoorkust ·
Kaapverdië ·
Kameroen ·
Kenia ·
Kosovo ·
Lesotho ·
Liberia ·
Libië ·
Luxemburg ·
Madagaskar ·
Mali ·
Marokko ·
Mauritanië ·
Mexico ·
Namibië ·
Nieuw-Zeeland ·
Niger ·
Nigeria ·
Oeganda ·
Saoedi-Arabië ·
Senegal ·
Seychellen ·
Sierra Leone ·
Tanzania ·
Togo ·
Tsjaad ·
Tunesië ·
Verenigde Arabische Emiraten ·
Zambia ·
Zuid-Afrika ·
Zuid-Soedan